# Ширлі-Енн Сіддалл
Ширлі-Енн Сіддалл (англ. Shirli-Ann Siddall; нар. 20 червня 1974) — колишня британська тенісистка.
Найвищу одиночну позицію світового рейтингу — 181 місце досягла 8 грудня 1997, парну — 108 місце — 13 жовтня 1997 року.
Здобула 7 одиночних та 14 парних титулів туру ITF.
Найвищим досягненням на турнірах Великого шолома було 3 коло в змішаному парному розряді.

## Фінали ITF
| турніри $50,000 |
| турніри $25,000 |
| турніри $10,000 |

### Одиночний розряд: 11 (7-4)
| Результат | Ранг | Дата              | Місце                      | Покриття | Суперниця      | Рахунок             |
| --------- | ---- | ----------------- | -------------------------- | -------- | -------------- | ------------------- |
| Перемога  | 1.   | 22 квітня 1991    | Брекнелл, Велика Британія  | Тверде   | Даяна Ґарднер  | 7–5, 6–4            |
| Поразка   | 2.   | 15 листопада 1993 | Суонсі, Велика Британія    | Тверде   | Габі Горенгель | 3–6, 7–6(3), 6–7(5) |
| Поразка   | 3.   | 3 квітня 1994     | Габороне, Ботсвана         | Тверде   | Магі Серна     | 3–6, 4–6            |
| Поразка   | 4.   | 10 квітня 1994    | Хараре, Зімбабве           | Тверде   | Магі Серна     | 4–6, 2–6            |
| Перемога  | 5.   | 11 липня 1994     | Фрінтон, Велика Британія   | Трава    | Ванесса Вебб   | 6–4, 7–6(5)         |
| Поразка   | 6.   | 18 липня 1994     | Ілклі, Велика Британія     | Трава    | Кіррілі Шарп   | 5–7, 1–6            |
| Перемога  | 7.   | 27 квітня 1996    | Единбург, Велика Британія  | Ґрунт    | Карін Балекова | 6–4, 2–6, 6–0       |
| Перемога  | 8.   | 14 липня 1996     | Філікстоу, Велика Британія | Трава    | Аніта Курімаї  | 6–2, 6–4            |
| Перемога  | 9.   | 16 лютого 1997    | Бірмінгем, Велика Британія | Тверде   | Клер Тейлор    | 6–4, 6–4            |
| Перемога  | 10.  | 3 березня 1997    | Воррнамбул, Австралія      | Трава    | Лусі Ал        | 6–3, 6–3            |
| Перемога  | 11.  | 4 травня 1997     | Гатфілд, Велика Британія   | Ґрунт    | Лусі Ал        | 6–2, 6–0            |

### Парний розряд: 23 (14-9)
| Результат | Ранг | Дата              | Місце                            | Покриття   | Партнерка        | Суперниці                                         | Рахунок          |
| --------- | ---- | ----------------- | -------------------------------- | ---------- | ---------------- | ------------------------------------------------- | ---------------- |
| Перемога  | 1.   | 20 вересня 1993   | Шеффілд, Велика Британія         | Тверде     | Керолайн Гант    | Наталія Єгорова Світлана Пархоменко               | 6–4, 7–5         |
| Перемога  | 2.   | 27 вересня 1993   | Брекнелл, Велика Британія        | Тверде     | Керолайн Гант    | Кароліне Стассен Елісон Сміт                      | 6–2, 6–1         |
| Перемога  | 3.   | 18 липня 1994     | Ілклі, Велика Британія           | Трава      | Джо Дьюрі        | Джастін Годдер Кіррілі Шарп                       | 5–7, 6–4, 6–4    |
| Поразка   | 4.   | 14 листопада 1994 | Істборн, Велика Британія         | Килим      | Аманда Вейнрайт  | Єгорова Наталія Володимирівна Світлана Пархоменко | 6–7(8), 6–7(6)   |
| Перемога  | 5.   | 8 травня 1995     | Щецин, Польща                    | Ґрунт      | Кетрін Берклей   | Крістін Годрідж Кіррілі Шарп                      | 5–7, 7–5, 7–6(4) |
| Поразка   | 6.   | 13 листопада 1995 | Единбург, Велика Британія        | Килим (i)  | Аманда Вейнрайт  | Юлія Лютрова Джейн Вуд                            | 6–7(7), 4–6      |
| Поразка   | 7.   | 4 травня 1996     | Гатфілд, Велика Британія         | Ґрунт      | Аманда Вейнрайт  | Робін Модслі Джейн Вуд                            | 6–4, 6–7(4), 5–7 |
| Перемога  | 8.   | 12 травня 1996    | Лі-он-зе-Солент, Велика Британія | Ґрунт      | Аманда Вейнрайт  | Лусі Ал Джоан Ворд                                | 7–5, 6–1         |
| Поразка   | 9.   | 14 липня 1996     | Філікстоу, Велика Британія       | Ґрунт      | Лусі Ал          | Суріна Де Беер Катя Рубанова                      | 2–6, 4–6         |
| Перемога  | 10.  | 21 липня 1996     | Фрінтон, Велика Британія         | Трава      | Лусі Ал          | Емі Дженсен Аніта Курімаї                         | 6–1, 6–4         |
| Поразка   | 11.  | 4 серпня 1996     | Ілклі, Велика Британія           | Трава      | Лусі Ал          | Суріна Де Беер Катя Рубанова                      | 1–6, 7–6, 3–6    |
| Перемога  | 12.  | 11 серпня 1996    | Саутсі, Велика Британія          | Трава      | Лусі Ал          | Луїс Латімер Лорна Вудрофф                        | 6–2, 7–6         |
| Поразка   | 13.  | 20 жовтня 1996    | Кардіфф, Велика Британія         | Тверде (i) | Аманда Вейнрайт  | Марія Страндлунд Анн-Гель Сідо                    | 3–6, 3–6         |
| Перемога  | 14.  | 8 лютого 1997     | Сандерленд, Велика Британія      | Тверде (i) | Аманда Вейнрайт  | Меґан Міллер Рейчел Вайоллет                      | 7–6(2), 6–4      |
| Поразка   | 15.  | 16 лютого 1997    | Бірмінгем, Велика Британія       | Тверде (i) | Аманда Вейнрайт  | Жулі Пуллен Лорна Вудрофф                         | 2–6, 4–6         |
| Перемога  | 16.  | 24 березня 1997   | Воррнамбул, Австралія            | Трава      | Нанні де Вільєрс | Джоанн Ліммер Ліза Макші                          | 6–4, 4–6, 7–6    |
| Перемога  | 17.  | 30 березня 1997   | Воррнамбул, Австралія            | Трава      | Нанні де Вільєрс | Джоан Ворд Лорна Вудрофф                          | 3–6, 6–2, 6–3    |
| Поразка   | 18.  | 4 квітня 1997     | Корова, Австралія                | Трава      | Нанні де Вільєрс | Труді Мусгрейв Джейн Тейлор                       | 4–6, 7–6, 4–6    |
| Перемога  | 19.  | 27 квітня 1997    | Борнмут, Велика Британія         | Ґрунт      | Аманда Вейнрайт  | Лорна Вудрофф Жулі Пуллен                         | 6–3, 7–5         |
| Перемога  | 20.  | 4 травня 1997     | Гатфілд, Велика Британія         | Ґрунт      | Джоан Ворд       | Лусі Ал Джессіка Стек                             | 3–6, 6–4, 7–5    |
| Перемога  | 21.  | 11 травня 1997    | Лі-он-Солент, Велика Британія    | Ґрунт      | Джоан Ворд       | Наталія Єгорова Ребекка Єнсен                     | 6–2, 7–5         |
| Поразка   | 22.  | 17 серпня 1997    | Бронкс, США                      | Тверде     | Лорна Вудрофф    | Ліза Макші Рейчел Макквіллан                      | 2–6, 1–6         |
| Перемога  | 23.  | 1 березня 1998    | Буші, Велика Британія            | Килим (i)  | Труді Мусгрейв   | Нелле ван Лоттум Кірстін Фрає                     | 7–6, 4–6, 6–2    |